# Palacio de los Valle
El palacio de los Valle, también conocido como el palacio de Valle, o el palacio del licenciado Juan Fernández del Valle, es un palacio rural español del siglo XVII que se encuentra en la localidad de Valle del municipio de Ruesga, en Cantabria.
Fue encargado, en 1610, al acreditado arquitecto Diego de Sisniega, que  había trabajado en las obras del monasterio de El Escorial, para que se reconstruyese sobre el antiguo solar familiar, según se lee en la fachada: “ESTA ES LA ANTIGUA CASA DE NUEVO REEDIFICADA”. Diego de Sisniega, con un presupuesto de 12.000 reales y en cinco años de obra, estableció lo que sería prototipo de la casa noble de Cantabria, con un cuerpo central con azulejos de colores y torres a los lados.

## La familia Fernández del Valle

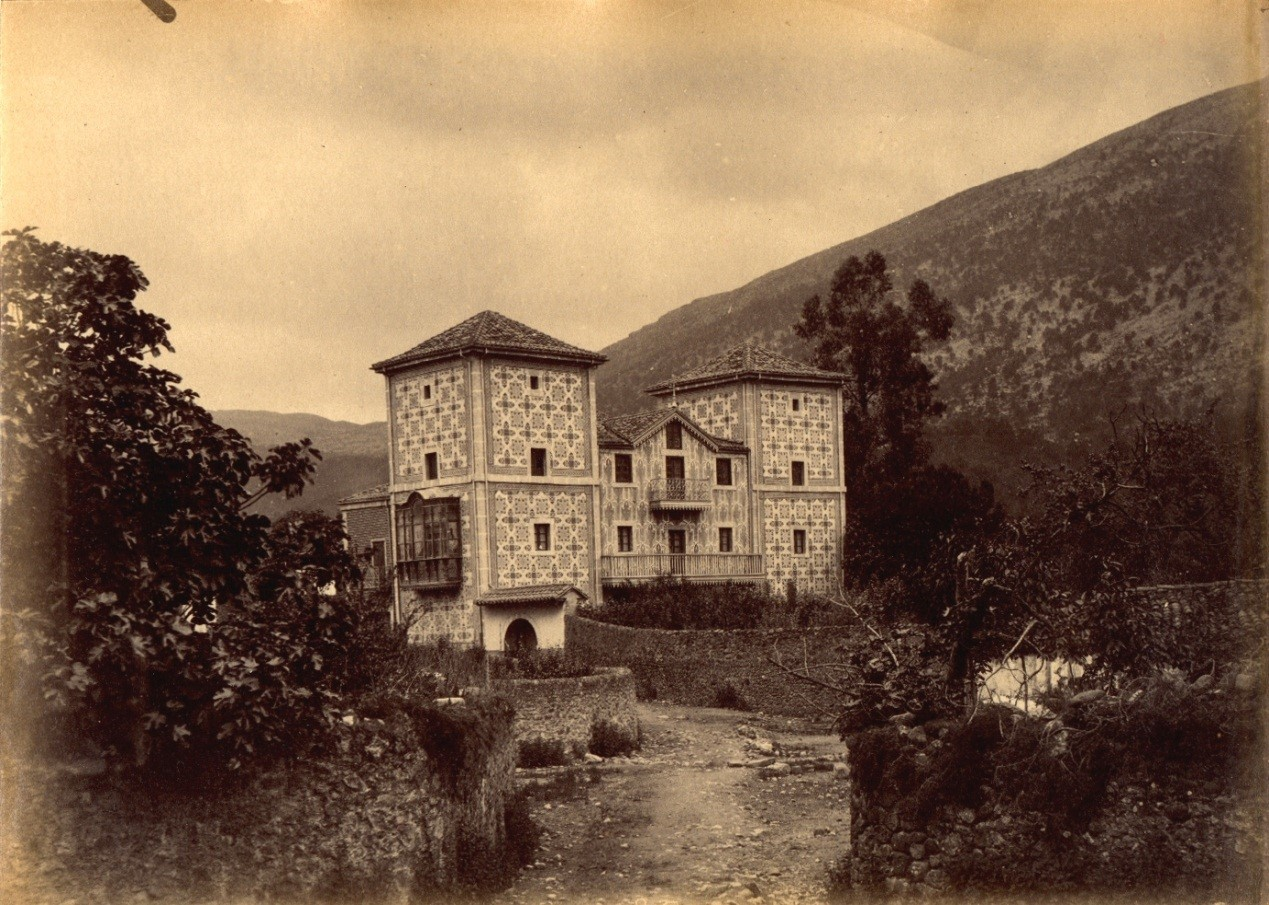
Imagen del palacio de F.Ceballos de León. 1922

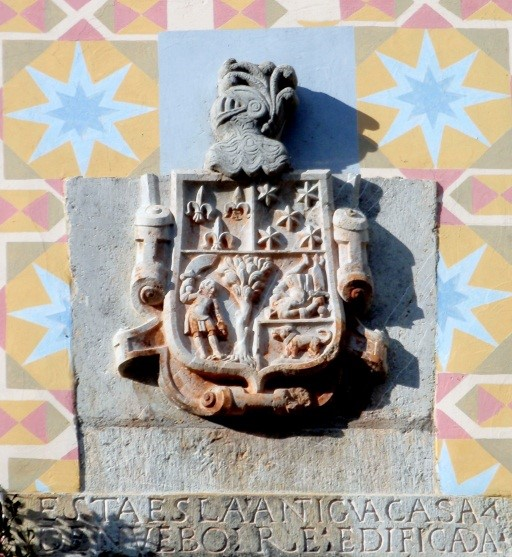
Escudo de Armas de Valle

El licenciado Juan Fernández del Valle casó en primeras nupcias con María de Arredondo, nacida en Valle. Del matrimonio nació Gregorio del Valle Arredondo, señor de la casa de Valle en Ruesga, nacido en Valle en 1637. Fue nombrado caballero de la Orden de Calatrava en 1681, siendo Alcalde del Crimen de la Chancillería de Valladolid. Su hermano, Mateo del Valle Arredondo, fue caballero de la Orden de Caballeros de San Juan de Dios.
Casó en segundo matrimonio, Juan Fernández del Valle, con María Zorrilla y dejó dos hijas: María, que casó con Pedro de Arredondo y tuvo al caballero de la Orden de Santiago, Gaspar de Arredondo y Valle, capitán de Caballos Corazas. Su segunda hija, Catalina del Valle Zorrilla, estaba casada con el capitán Antonio de Arce.
Fundó capellanía don Agustín del Valle, poseedor de los vínculos y vecino de Valle y de Rasines. En la capilla familiar de la iglesia de San Félix, existe un escudo con las armas de Valle. Era patrono de tal fundación en 1709 don Juan Francisco de Alvarado, hijo de doña Manuela Gil del Valle y de don Juan de Velasco.
El escudo lleva las armas de Valle. En el expediente de Calatrava de Gregorio de Valle Arredondo se hace la siguiente descripción de la casa y armas: “Parece ser una casa fuerte toda de piedra de sillería y mampostería y tiene dos torres y encima de la puerta principal de la calle que mira al oriente tiene un escudo de piedra y en él las armas siguientes: En la parte de arriba tres flores de lis y en la parte de abajo un hombre con un alfanje en la mano derecha y en la izquierda una cabeza asida de los cabellos, y a la mano izquierda, del escudo, en lo alto cinco estrellas y debajo de ellas un cuerpo sin cabeza y más abajo un lebrel y un árbol en medio de dicho escudo”.

## En la actualidad

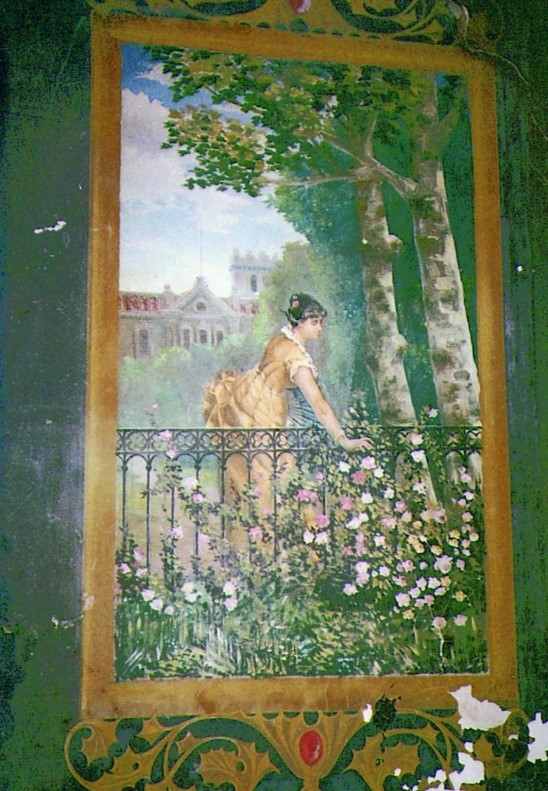
Colección Carmen Caprile

Tras una magnífica restauración del palacio, ha sido reconvertido en uno de los hoteles con mayor encanto de Cantabria. En su interior destacan los abundantes frescos en paredes y techos que, en 1886, pintó el catalán León Criach. Durante la restauración fueron destruidas involuntariamente diversas pinturas.